# Szymon Askenazy
Szymon Askenazy (n. 28 decembrie 1866, Zawichost, Imperiul Austriac – d. 22 iunie 1935, Varșovia, Polonia) a fost un istoric, diplomat și politician polonez , întemeietor al școlii Askenazy. Începând din 1902, a predat la Universitatea din Liov. Din 1909 face parte din Academia Poloneză de Științe (Polska Akademia Umiejętności). După ce Polonia și-a recăpătat independența, Askenazy a fost ales să fie primul reprezentant polonez la Liga Națiunilor (1920-23), fiind însă forțat să se retragă din cauza unei campanii antisemite la adresa sa. 
În studiile sale, s-a axat pe istoria economică și politică a Poloniei din secolele al XIX-lea și al XX-lea, punând astfel bazele Școlii de istorie Liov-Varșovia (școala Askenazy). A fost primul istoric care s-a concentrat asupra perioadei Împărțirilor, perioada crucială pentru crearea națiunii poloneze moderne. Ideea lui Askenazy de a descrie istoria unei națiuni prin intermediul evoluției sale economice și sociale, ca și prin fundalul ei diplomatic, relațiile internaționale rămâne influența în studiile istorice poloneze moderne.

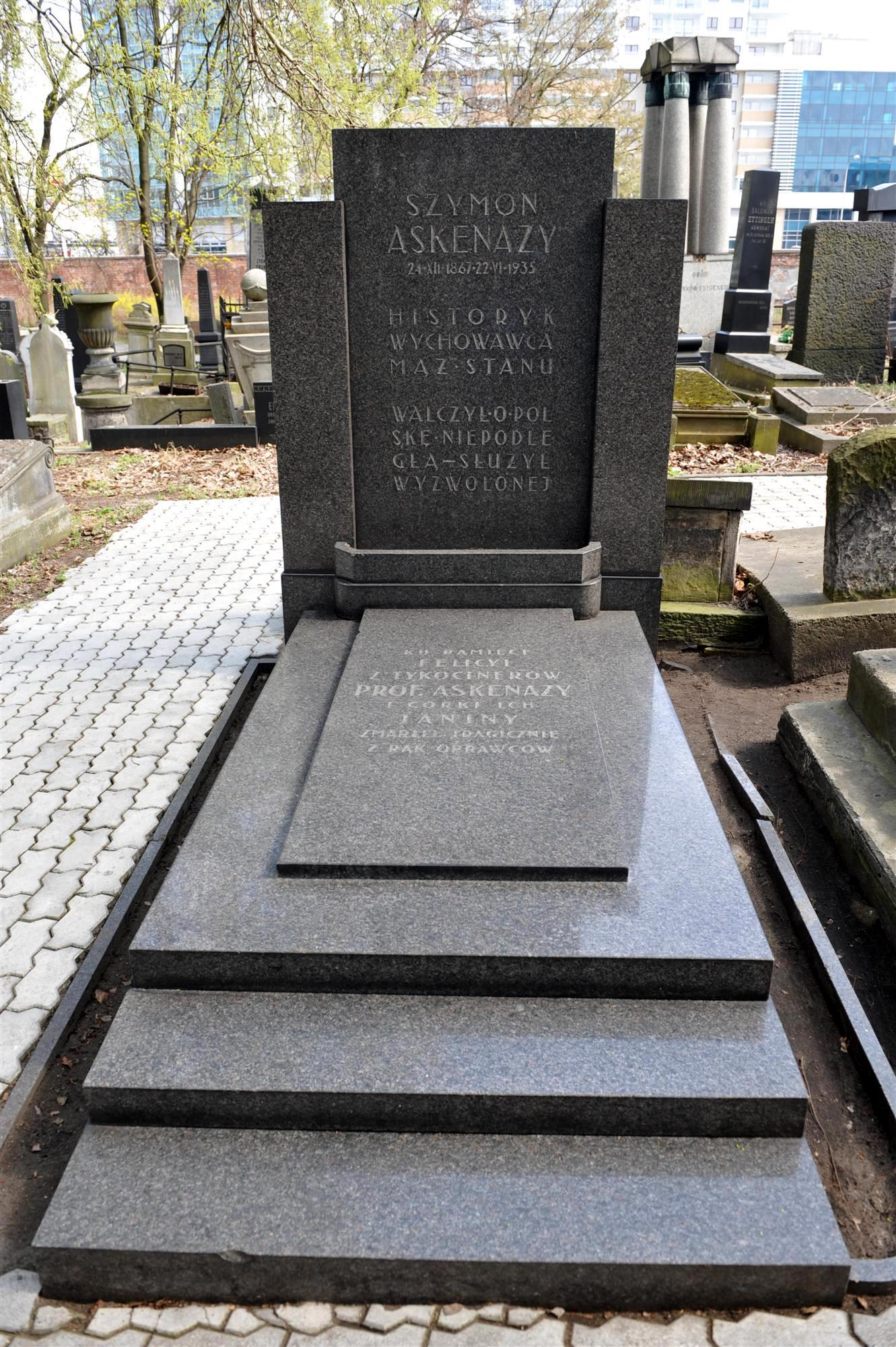
Mormântul lui Askenazy la Cimitirul evreiesc din strada Okopowa, Varșovia

## Opera
- Ministeryum Wielhorskiego 1815-1816 : dodatek 1812-1813-1814 (1898)
- Wczasy historyczne Tom 1 (1902) Tom 2 (1904)
- Sto lat zarządu w Królestwie Polskiem : 1800-1900 (1903) * Uniwersytet Warszawski (1905)
- Łukasiński Tom 1 (1908) Tom 2 (1908)
- Dwa stulecia : XVIII i XIX : badania i przyczynki Tom 1 (1901) Tom 2 (1910)
- Przymierze polsko-pruskie (1918)
- Nauka uniwersytecka a kolejność studjów w uniwersyteckiej nauce prawa (1921)
- Książę Józef Poniatowski 1763-1813 (1922)
- Gdańsk a Polska (1923)
- Uwagi (1924)
- Szkice i portrety (1937)

## Referinte
1. 1 2  „Szymon Askenazy”, Gemeinsame Normdatei, accesat în 28 aprilie 2014
2. ↑   http://www.yivoencyclopedia.org/article.aspx/Askenazy_Szymon Lipsește sau este vid: |title= (ajutor)
3. ↑  „Szymon Askenazy”, Gemeinsame Normdatei, accesat în 14 august 2015
4. ↑  „Szymon Askenazy”, Gemeinsame Normdatei, accesat în 31 decembrie 2014
5. ↑   http://www.jhi.pl/psj/Askenazy_(Aszkenazy)_Szymon Lipsește sau este vid: |title= (ajutor)
6. ↑  Autoritatea BnF, accesat în 10 octombrie 2015
7. ↑  CONOR.SI[*] Verificați valoarea |titlelink= (ajutor)
8. ↑  Jerzy Jan Lerski (1996) Historical Dictionary of Poland, 966-1945, p.19